# المركز الجزائري للسينما
المركز الجزائري للسينما (بالفرنسية: cinémathèque algérienne) هو أرشيف السينما في الجزائر . [بحاجة لمصدر] ، وقد تأسس بالأمـر رقـم 67-50 المؤرخ في 6 ذي الحجة عام 1386 الموافق 17 مارس سنة 1967 .

## مكتبة الأفلام
يضم قسم مكتبة الأفلام الوطنية الجزائرية المصلحتين الآتيتين :
ـ مصلحة المحفوظات المصورة
ـ مصلحة المحفوظات المكتوبة

## مهام المركز
يتولى المركز الجزائري للسينما المهام التالية:
1 - الرقابة على جميع النشاطات المهنية السينمائية وكـذلك تسلـيم رخص الإنتاج والتـوزيع المفروضة علـى المؤسسات السينمائية وبطاقات التعريف  المهنية،
2 - تسليـم التـأشيرات الضرورية لعرض كل فيلم أجنبى أو وطنى في التراب الوطني،
3 - السهر على تطبيق التنظيم السينمائي الجاري به العمل،
4 - إعداد مشـاريـع الـتجـهيز الضـروريـة لـتنمية الصناعة السينمائية  و تقديمها لسلطة الوصاية للتصديق عليها،
5 - إثبات المخـالفـات التي تمس بالتشريع المتعلق بالنشاط السينمائي  بقصد ملاحقاتها من قبل السلطة المختصة،
6 - مسك سجل عمومي للسينما تدرج فيه كل اتفاقية تتعلق بإنتاج الأفلام وتوزيعها واستغلالها في الجزائر،
7 - التحقيق في طلبات رخص تصوير الأفلام التي يرفعها إلى وزير الأنباءلاتخاذ المقرر بشأنها،
8 - وضـع البـرامـج الخـاصـة بقاعات الاستغلال السينمائية التي تسيرها البلديات،
9 - تسييـر قـاعـات الاستعلامات المنشأة أو الممنوحة بموجب قرار مشترك  صـادر عـن وزير المالية والتخطيط ووزيري الداخلية والأنباء وذلك بعداستطلاع رأى المجلس الشعبي للبلدية المعنية،
10 - البحث عن جميع الأفلام والأشرطة ذات المنفعة السينمائية وحفظهاو نشرها بصفة فنية وتربوية وتاريخية وثقافية،
11 - إعداد الجـرد الدائم للمؤلفات السينمائية التي أنجزت منذ أحـداث هذا الفن،
12 - تـوحيـد جـميـع المسـتندات الخاصة بهذا الشأن وتكوين مكتبة خاصة بالسينما،
13 - تنشيط تنمية الاتحادية الجزائرية للأندية السينمائية وذلك وعلى  وجـه الخصوص بمـد الجمعيات الأعضاء في تلك الاتحادية بالأفلام والأشرطة  السينمائية.

## روابط خارجية
- http://www.cinematheque.dz